# Shanwappom
Shanwappom (Shanwappum, Pswanwapam ?), jedna od bivših manjih bandi Wenatchee Indijanaca, porodica salishan, koji su u ranom 19. stoljeću živjeli na gornjim vodama rijeka Cataract (Klickitat) i Tapteel (danas poznata kao Yakima). Spominju ih Lewis i Clark koji ih nalaze 1805, i za koje kažu da ih ima oko 400.
Swanton Shanwappome navodi kao jednu od bandi Wenatcheeja, a i Mooney ih također klasificira u Pisquow. Prema Hodgeu oni su isto što i Pswanwapam.